# غلاديس ديل بيلار
غلاديس ديل بيلار (بالسويدية: Gladys del Pilar)‏ هي مغنية سويدية، ولدت في 11 أكتوبر 1967.

## وصلات خارجية
- غلاديس ديل بيلار على موقع IMDb (الإنجليزية)
- غلاديس ديل بيلار على موقع ميوزك برينز (الإنجليزية)
- غلاديس ديل بيلار على موقع قاعدة بيانات الأفلام السويدية (السويدية)
- غلاديس ديل بيلار على موقع أول ميوزيك (الإنجليزية)
- غلاديس ديل بيلار على موقع أول ميوزيك (الإنجليزية)
- غلاديس ديل بيلار على موقع ديسكوغز (الإنجليزية)
- غلاديس ديل بيلار على موقع ديسكوغز (الإنجليزية)